# Tjekkiets flag
Tjekkiets flag er det samme flag som Tjekkoslovakiet brugte indtil sin opløsning.
Da det tjekkoslovakiske flag blev antaget i 1920, var udgangspunktet det bøhmiske flag, som var hvidt over rødt. Hertil føjedes en blå kile, der symboliserede Slovakiet.
Da Tjekkoslovakiet med udgangen af 1992 blev opløst, var det en del af opløsningsaftalen, at ingen af de nye stater måtte bruge den gamle stats symboler.
Med antagelsen af flaget brød Tjekkiet aftalen.